# Microdon megalogaster
Microdon megalogaster är en tvåvingeart som beskrevs av Snow 1892. Microdon megalogaster ingår i släktet myrblomflugor, och familjen blomflugor. Inga underarter finns listade i Catalogue of Life.